# Castello di Torre Canavese
Il Castello di Torre Canavese è un antico castello situato nel comune di Torre Canavese in Piemonte.

## Storia
Secondo la tradizione, il castello fu fondato nel 998 dal secondogenito di Arduino d'Ivrea, Guidone, che vi abitò fino al 1018, anno in cui venne eletto Marchese d'Ivrea.
Nel corso dei secoli, il castello ha subito numerose trasformazioni e ammodernamenti, mantenendo tuttavia elementi originali come la torre, le mura che circondano la sommità della collina e la cappella. Nel 1968, la famiglia Datrino acquistò la proprietà dai Conti Balbo di Vinadio, trasformandola in una galleria d'antiquariato che ha ospitato esposizioni di grande rilievo, tra cui "I Tesori dal Cremlino" nel 1993 e "Gemme e diamanti" nel 1994.